# Brasão de Manhuaçu
O brasão de Manhuaçu é um dos símbolos oficiais do município brasileiro supracitado, localizado no interior do estado de Minas Gerais.
O turbante indígena e as flechas relembram os índios Aimorés, primitivos que habitavam a região. A estrela evidencia a figura do coronel Serafim Tibúrcio da Costa, um dos fundadores da cidade. As chamas representam o fogo que consumiu o mártir São Lourenço, padroeiro do município. O triângulo vermelho, simboliza a principal peça que compõe a Bandeira de Minas Gerais. A roda dentada e o balde de ordenha representam a produção do leite e sua industrialização e a faixa ondada representa o rio Manhuaçu, principal acidente geográfico. São mostradas duas datas; 1869, chegada primeiros povoadores, e 1877, ano em que o vilarejo foi elevado à categoria de cidade. O arcabuz com a bandeira lembra a passagem de bandeirantes e o café, importante fonte de renda da região..